# 東伏見稲荷神社
東伏見稲荷神社（ひがしふしみいなりじんじゃ）は東京都西東京市に鎮座する神社である。1929年に京都の伏見稲荷大社の分霊を勧請して創建された。あわせて西武新宿線の上保谷駅の駅名が東伏見駅に変更されている。また、当社所在地の東伏見という地名は当社にちなんで1966年につけられた地名である。

## 祭神
伏見稲荷大社の祭神の中から、宇迦御魂大神、佐田彦大神、大宮能売大神の3柱を勧請し、この3座を「東伏見稲荷大神」と総称している。

## 歴史
関東地方の稲荷神を信仰する信者たちの希望により、1929年（昭和4年）に稲荷神の総本社である伏見稲荷大社から分霊を勧請して創建された。勧請の新しさからか、規模は大きいが近代社格制度下で社格が与えられることはなかった（旧無格社）。

## 境内
朱色の社殿が境内の緑に映えて美しく、新東京百景の一つに選ばれている。

### お塚参り (千本鳥居)
社殿の裏側には18か所の末社があり、それらをお参りするのが「お塚参り」である。そのお塚参りエリアも朱色の鳥居が迷路のように張り巡らされ、千本鳥居のようである。

### 戦没者慰霊碑
戦前、中島飛行機の社員研修所があり、鍛錬教育が行われていた。このため、米軍の空襲により中島飛行機武蔵製作所で亡くなった人々の慰霊碑がある。因みに戦時中は武蔵製作所には従業員に加え、日本全国から徴用工員男女動員学徒ら総数5万人が働き、国内第一の航空発動機工場となっていた。米軍は日本空軍の補給力を全滅させるため武蔵製作所を本土編隊爆撃の第一目標とし、昭和19年11月24日から終戦まで十数回の爆撃が行われ爆弾五百発が命中し、二百余名の殉職者と五百名を越える負傷者を出し工場は全く廃墟と化してしまった。

## 交通アクセス
- 東伏見駅（西武新宿線）下車
  - 南口より徒歩約7分
- 西武柳沢駅（西武新宿線）下車
  - 南口より徒歩約7分
- 吉祥寺駅（JR中央線、京王井の頭線）下車
  - 北口より関東バス[6]、西武バス[7]「東伏見稲荷神社」バス停下車
- 三鷹駅（JR中央線）下車
  - 北口より関東バス[8]、西武バス[9]「東伏見稲荷神社」バス停下車
- 保谷駅（西武池袋線）下車
  - 南口より西武バス[10]、関東バス[11]「東伏見稲荷神社」バス停下車

## 周辺
都立東伏見公園と隣接している。公園には神社の杜と一体化する形で森の整備が進んでいる。

## ギャラリー

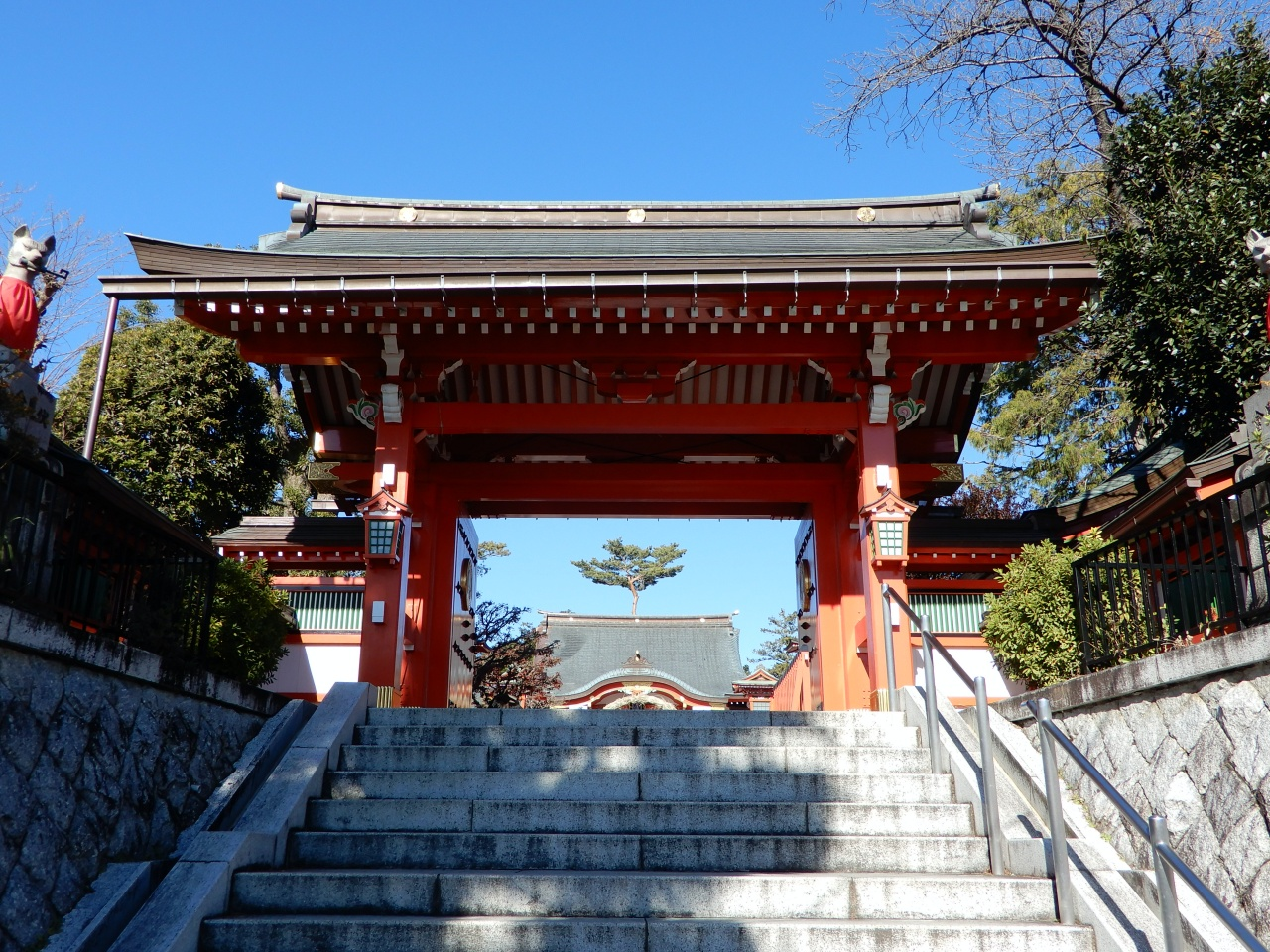
神門
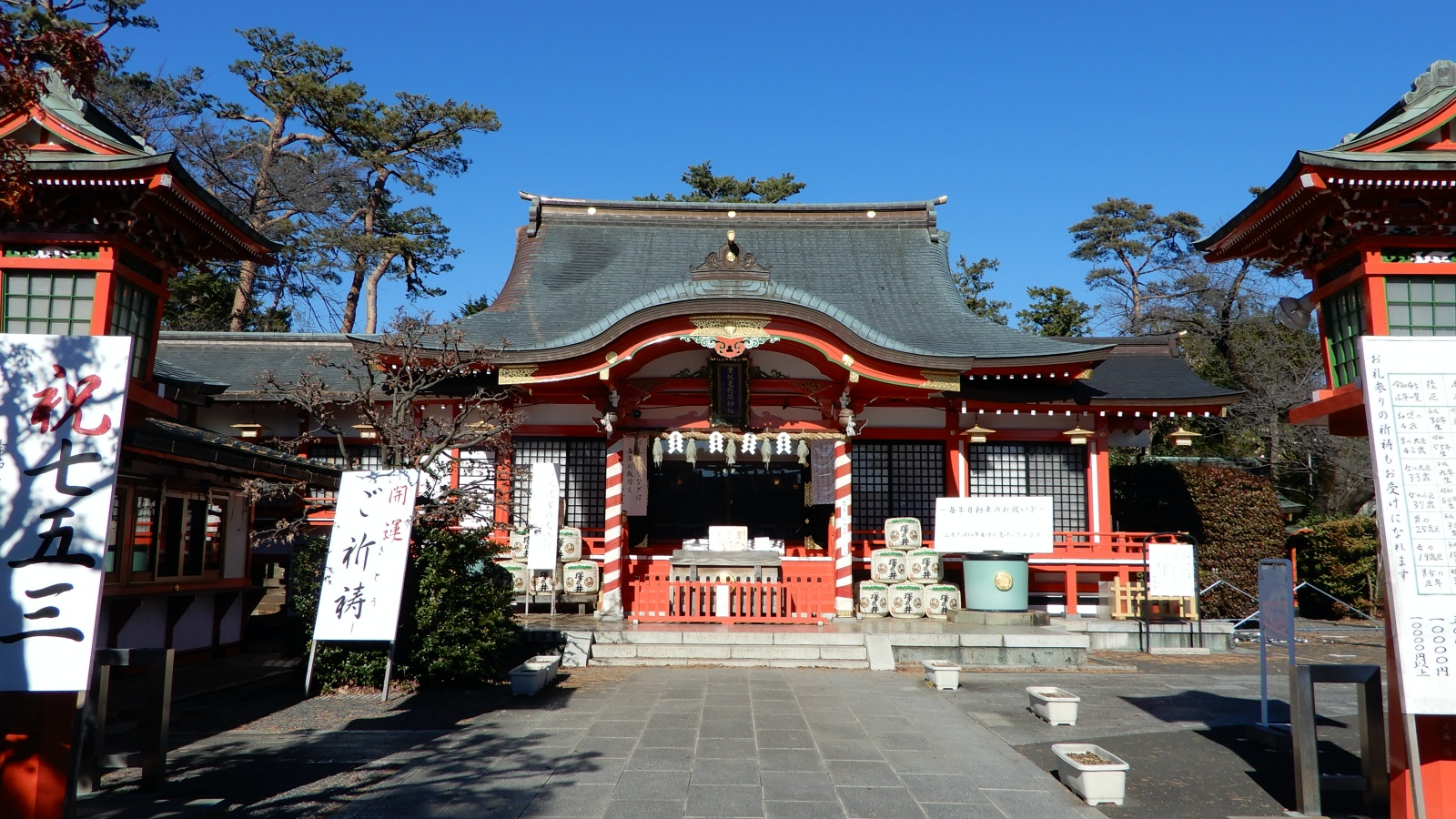
拝殿
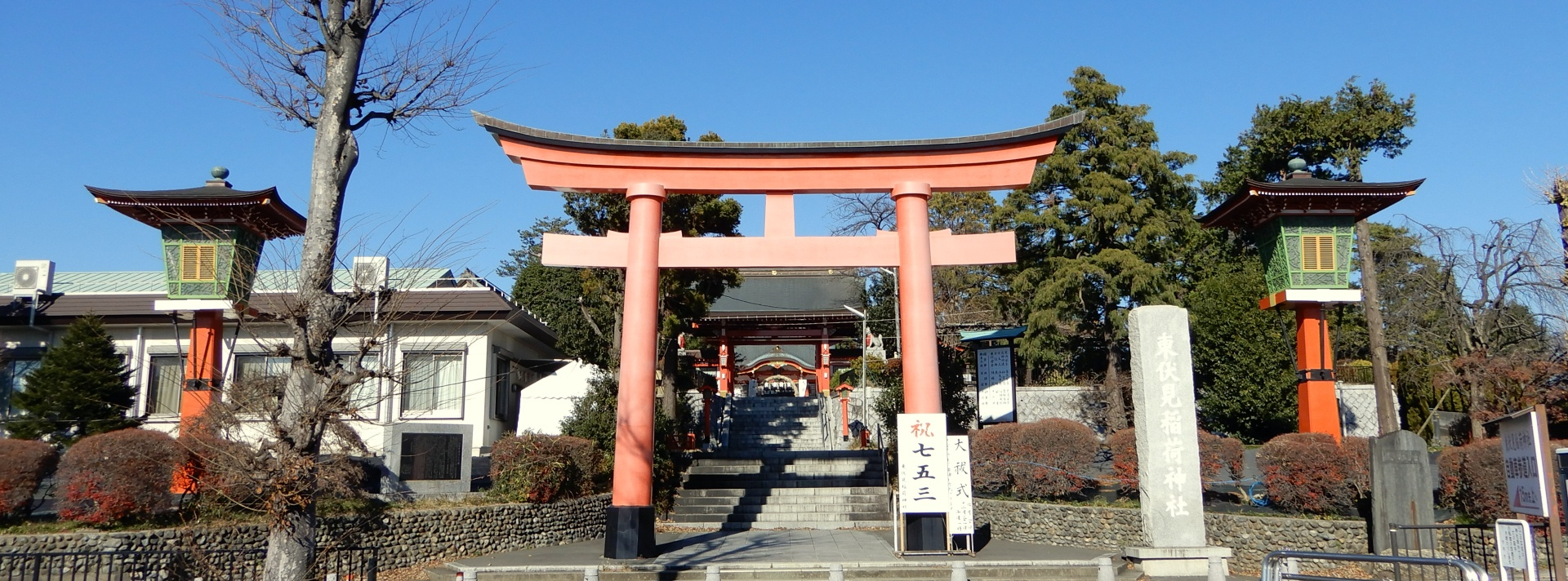
大鳥居
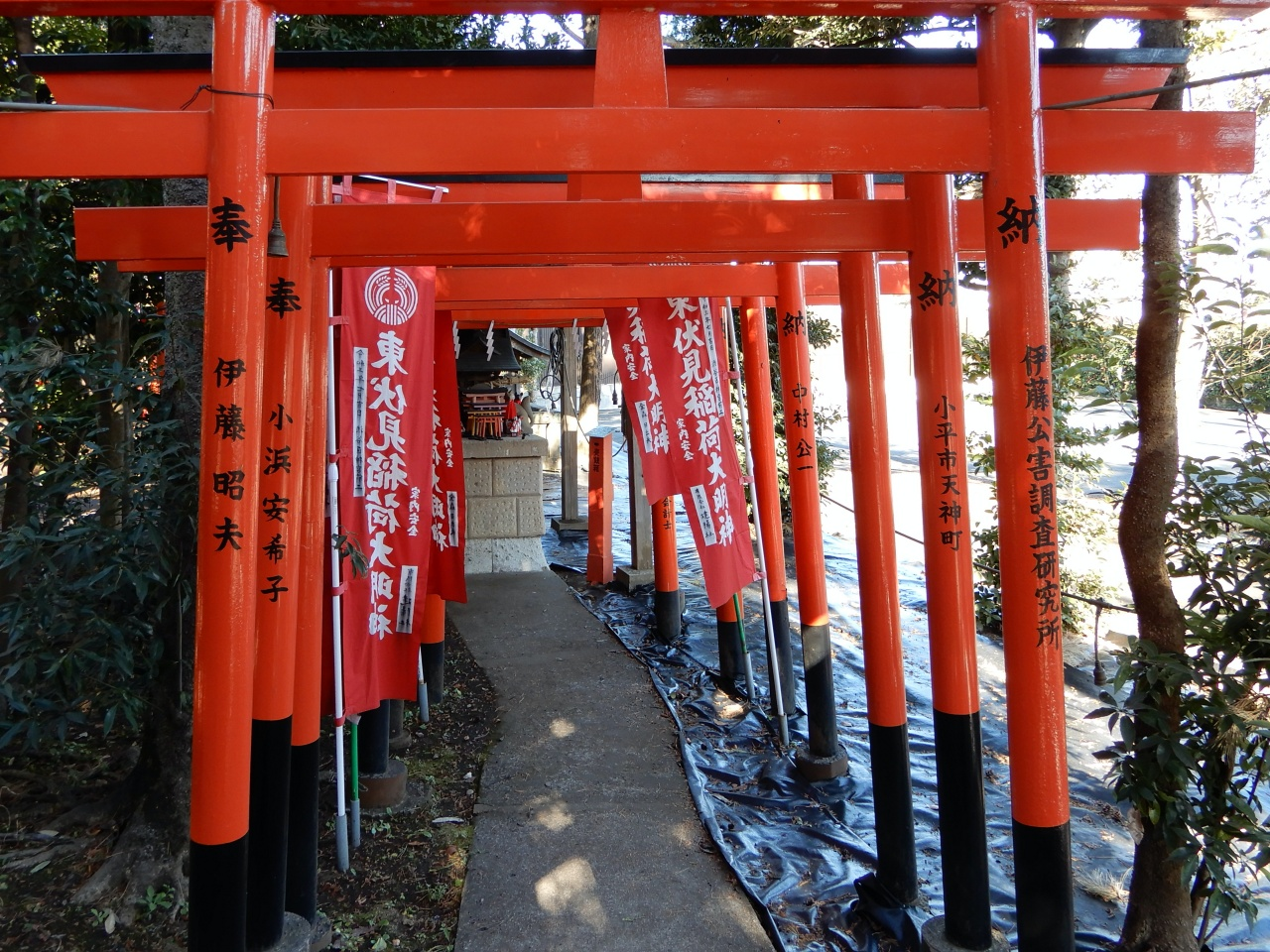
千本鳥居
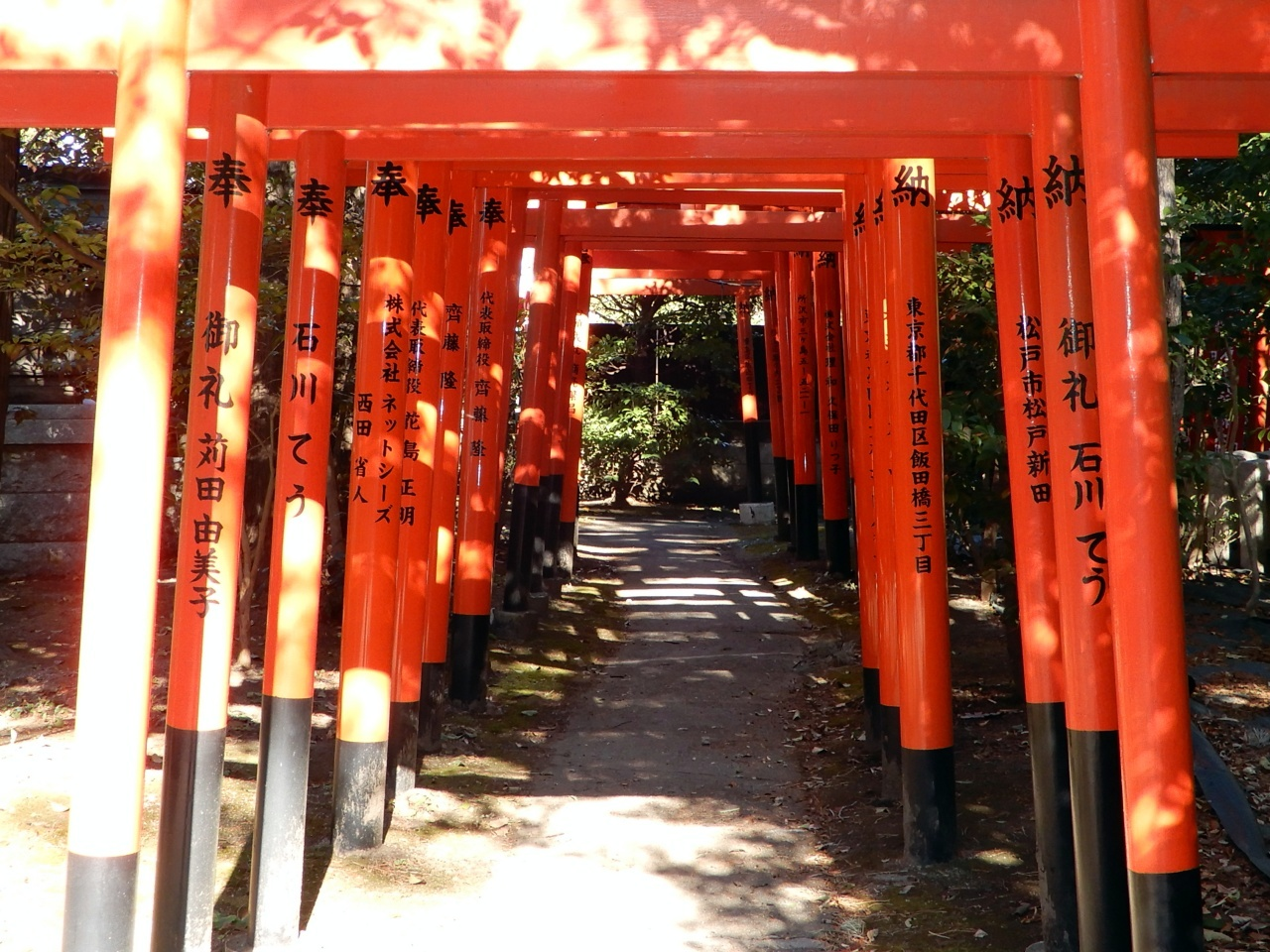
千本鳥居
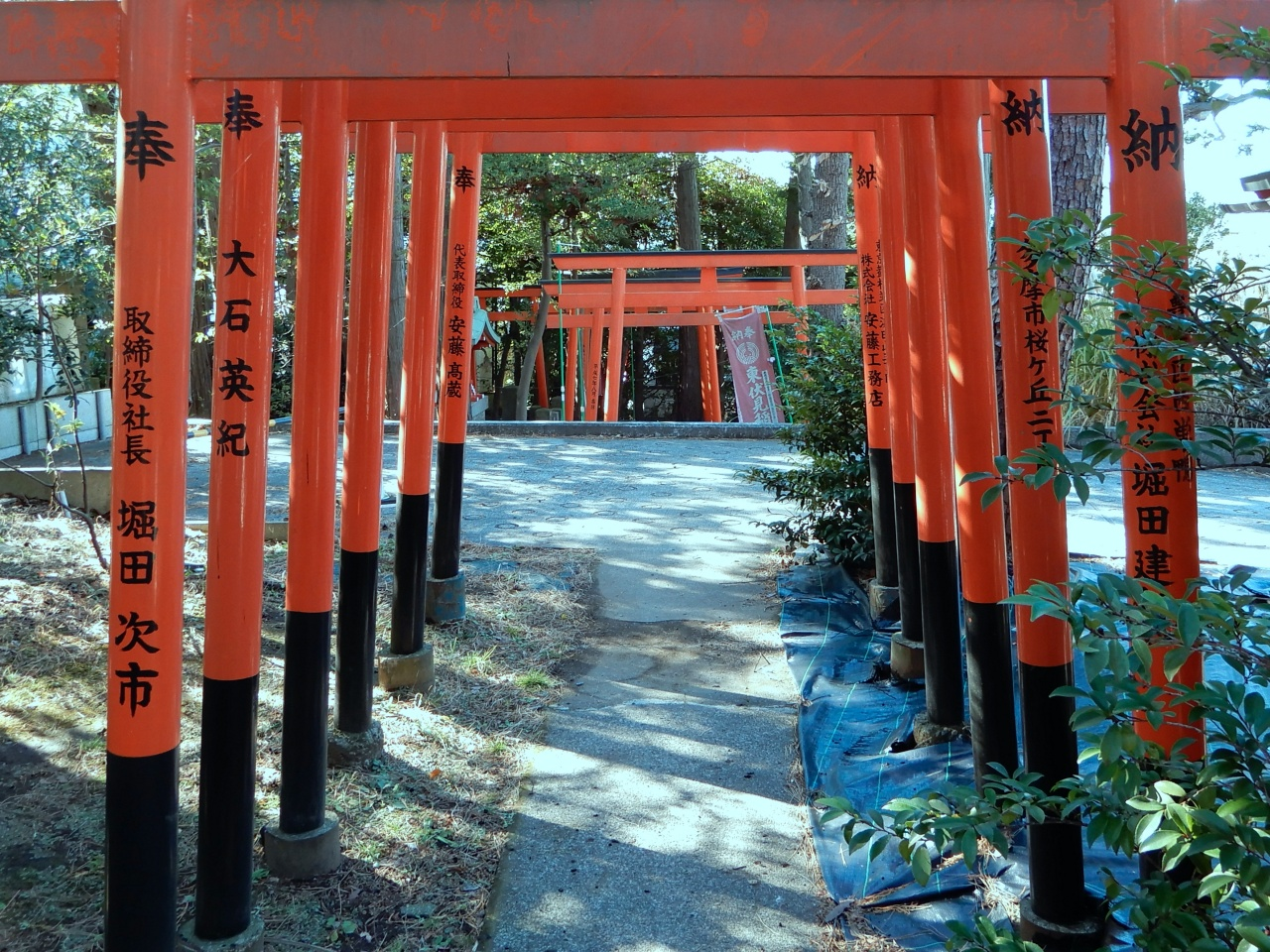
千本鳥居